# 지란지교데이터
지란지교데이터(Jirandata co)는 정부·공공 및 기업에서 취급하는 민감·개인정보를 포함한 데이터를 보호·관리하고 유출사고를 예방하는 데이터 보호 전문 기업이다. 모기업 지란지교소프트의 개인정보보호센터 사업부가 데이터 보호 사업에 집중하고자 2020년 4월 1일부로 분사했다. 지란지교데이터는 엔드포인트 고유식별정보 및 데이터 보호 활동을 넘어, ‘일반 개인들도 체감할 수 있는 보편·실용적인 데이터 프라이버시 케어 서비스 제공'을 목표로 하고 있다.

## 주요제품
- 피씨필터(PCFILTER): PC 민감·개인정보 유출방지(DLP) 및 취약점 점검 솔루션
- 웹필터(WEBFILTER): 민감·개인정보 및 유해 웹 게시물 필터링 솔루션
- 서버필터(SERVERFILTER): 서버 민감·개인정보 진단 솔루션
- 아이디필터(IDFILTER): 민감·개인정보 비식별 조치 솔루션
- AI필터(AIFILTER): 인공지능 기반 데이터 필터 솔루션
- WF스캔(WFSCAN): 웹사이트 개인정보 노출 탐지 솔루션
- 나라웍스(NARAworks): 국회 대응 업무 관리 솔루션
- AX웍스(AXworks): 프라이빗 LLM 기반 차세대 지식 관리 솔루션

## 관계사
- 지란지교소프트: 지란지교소프트(Jiransoft co)는 편리하면서도 안전한 기업 업무환경 조성이라는 미션 아래 정보보호유출방지(DLP), 업무효율 및 관리솔루션을 주요 사업영역으로 하는 기업이다. 2015년 7월 (주)지란지교에서 분사했으며 기업용(B2B) 제품을 제공하고 있다. 지란지교데이터 모회사
- 지란지교시큐리티: 지란지교시큐리티(JiranSecurity)는 메일, 문서, 모바일 보안 및 악성 위협 대응을 중심으로 고객의 정보자산을 보호하고 안전한 비즈니스 환경을 만드는 기업이다. 2014년 지란지교소프트의 보안사업본부에서 분사했다. 2016년 코스닥에 상장됐다.
- 지란지교에스앤씨: 2011년 9월 설립. 보안솔루션 유통과 보안컨설팅(ISMS, PIMS, ISO27001)을 수행하고 있다.
- JSecurity: 2011년 7월 설립, 각 계열사 제품의 일본현지화 및 솔루션유통을 담당하고 있다.
- 지란지교컴즈: 2016년 1월 1일 설립, 쿨메신저 및 학교통합플랫폼 서비스를 담당하고 있다.

## 인용
- 오다인기자 | 전자신문 | 지란지교데이터 출범...지란지교소프트 개인정보보호센터서 분사 지란지교소프트 개인정보보호센터가 분사해 지란지교데이터가 출범했다. 지란지교데이터는 '리얼 프라이버시 케어'를 모토로 엔드포인트 고유식별정보와 민감정보 보호, 생활밀착형 프라이버시 케어 서비스를 제공한다. 민감 개인정보, 프라이버시 보호 사업에 집중해 전문성과 대중성을 강화한다.
- 이종현기자 | 디지털데일리 | 지란지교데이터, 정보보호 유공 대통령 표창 수상" 지란지교데이터는 지난 21일 ‘2022년 과학·정보통신의 날 기념식’에서 정보통신 분야 정보보호 유공을 인정받아 대통령 표창을 수상했다고 22일 밝혔다.
- 최호기자 | 전자신문 | 조원희 지란지교데이터 대표 "2022년, 개인정보보호 대안기업 발돋움 원년" “새해는 지란지교데이터가 개인정보보호 대안기업으로 발돋움하는 원년이자 J커브 시작점이 될겁니다.”조원희 지란지교데이터 대표는 “2025년까지 퀀텀 점프한다는 목표를 실현하기 위해 새해 성장 전략을 이행할 계획”이라며 이같이 말했다.
- 정종길기자 | 아이티데일리 | 지란지교데이터-써티웨어, 국립암센터 가명정보 결합 시스템 구축" 지란지교데이터(대표 조원희)는 종합 ICT 기업 써티웨어(CERTIWARE, 대표 고병도)와 국립암센터의 ‘가명처리 및 데이터 결합 시스템’ 및 자료 신청·제공을 위한 운영 포털 등을 구축했다고 27일 밝혔다.